# Radikale Venstre
Det Radikale Venstre (letterlijk: Radicaal Links) is een sociaalliberale politieke partij in Denemarken.
In Denemarken gebruiken de partijen een lettersymbool (in plaats van een afkorting); voor de sociaalliberalen is dat de letter B. Det Radikale Venstre heeft na de verkiezingen van 2022 zeven zetels in het Folketing, het Deense parlement. Sinds 3 november 2022 is Martin Lidegaard partijleider.

## Partijnaam
De partijnaam – Det Radikale Venstre – kan ietwat verwarrend werken. De partij heeft immers geen radicaal-links, communistisch, maar een sociaalliberaal profiel. Deze partijnaam kent haar oorsprong in de 19de eeuw. In het Deense (en bij uitbreiding Scandinavische) politieke landschap van die tijd staan de (linkse) liberalen tegenover de (rechtse) conservatieven. De liberalen staan bekend als Venstre (Deens voor ‘links’), de conservatieven (de huidige Konservative) als højre (‘rechts’). Det Radikale Venstre ontstaat in 1905 als afsplitsing van een voor die tijd ‘radicale’ groep binnen Venstre. Zo sluit de nieuwe partij zich aan bij de progressief-liberale stroming van het radicalisme. Ook in Frankrijk bestaan bijvoorbeeld nog steeds de Parti radical de gauche en de Parti radical.

## Geschiedenis

### Van afsplitsing tot regeringspartij (de jaren 1900-1910)
Omstreeks 1870 ontstaat in Denemarken een eerste liberale, (Noords)-agrarische partij: Venstre. Van in den beginne leven er binnen Venstre verschillende visies, bijvoorbeeld over de kerk, het leger of de sociaaldemocraten (met wie sommigen willen samenwerken). De partij verdeelt zich in een rechtse en een linkse vleugel. Die laatste bestaat zowel uit kleine boeren en stedelijke intellectuelen, geïnspireerd door de Franse radicalen. In 1901 komt in Denemarken voor het eerst een democratische regering aan de macht, aangevoerd door Venstre-premier Johan Henrik Deuntzer. Reeds na enkele jaren komt het tot ernstige onenigheid binnen de liberale partij die leidt tot de oprichting van Det Radikale Venstre in 1905. De linkse vleugel van Venstre scheurt zich daarbij af van de (centrum)rechtse groep en positioneert zich nu tussen de sociaaldemocraten en Venstre in.

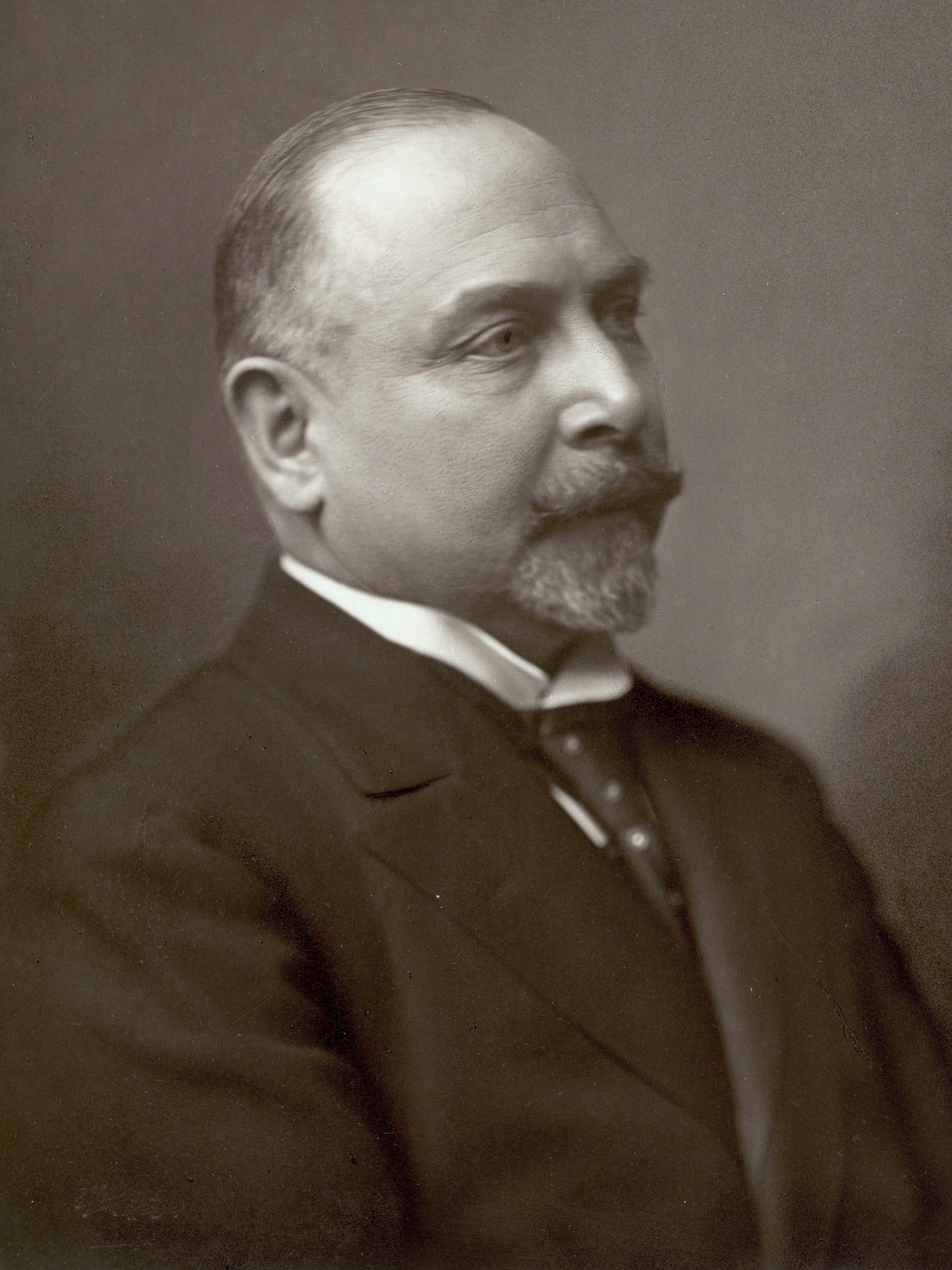
Carl Theodor Zahle van Det Radikale Venstre trad op als Deens eerste minister in de jaren 1910.

In de eerste bestaansjaren van de partij, die ongeveer 15% van de stemmen wegkaapt, zal ze tot tweemaal toe een minderheidsregering vormen: een eerste keer in 1909-1910, en een tweede keer voor een veel langere periode vanaf 1913. In laatstgenoemd jaar worden de sociaaldemocraten de grootste partij. De sociaaldemocraten wensen echter niet te regeren en steunen de radicale minderheidsregering van Carl Theodor Zahle. Die regering komt in 1915 tot een grondwetsherziening en een verregaande democratisering met een belangrijke uitbreiding van het stemrecht. Gedurende zeven jaar blijft Det Radikale Venstre de regering uitmaken, waarmee ze ook haar aanhang kan uitbreiden. Na de Eerste Wereldoorlog, die Denemarken grotendeels links laat liggen, ontstaat discussie over de annexatie van Deense gebieden in Duitsland, met name Sleeswijk. De radicalen en de sociaaldemocraten vragen een referendum om na te gaan wat de wens van de betrokken bevolking is, terwijl de conservatief-liberale oppositie ook overduidelijk Duitstalige gebieden wil annexeren. Koning Christian X schaart zich, tegen de parlementaire meerderheid in, aan de conservatieve zijde. Deze Pasencrisis van 1920 leidt uiteindelijk tot een verdere democratisering en nieuwe verkiezingen. Die stembusslag wordt gewonnen door Venstre en de Konservative; Det Radikale Venstre moet oppositie gaan voeren.

### Doorheen het Interbellum met Munch en Stauning (1920-1945)
Het verlies in de verkiezingen van 1920 is voor Det Radikale Venstre dramatisch: de partij valt terug van 20 tot 12%; de sociaaldemocraten hebben nu meer dan ooit het overwicht op de centrumlinkse flank. Aanvankelijk lijkt een toenadering tussen Det Radikale Venstre en Venstre mogelijk. Die laatste partij gaat echter weer de rechtse toer op en zo worden radicalen en sociaaldemocraten tot elkaar veroordeeld. Na de verkiezingen van 1929 komt een sociaaldemocratisch-radicale regering tot stand. Eerste minister wordt de sociaaldemocraat Thorvald Stauning; Radikale Venstre-leider Peter Rochegune Munch wordt als buitenlandminister een hevig pleitbezorger van de Volkenbond. De regering Stauning-Munch wordt de langste (elf jaar) in de Deense geschiedenis en voert in de jaren 1930 enkele verregaande sociale hervormingen door.
In 1940 valt nazi-Duitsland Denemarken binnen. De regeringen Stauning-Much neemt al voor die datum een eerder behoedzame houding aan ten opzichte van het Duitsland van Adolf Hitler. In de eerste jaren van de Duitse bezetting (tot 1943) blijft dan ook een burgerlijke regering, gevormd door alle democratische partijen, aan de macht.

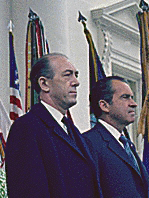
Hilmar Baunsgaard, hier op een foto met Richard Nixon uit 1970, was eerste minister van Denemarken tussen 1968 en 1971.

### Dalende aanhang en de opbouw van de welvaartsstaat
Na de Tweede Wereldoorlog heeft de partij het even moeilijk om zich te profileren. Bovendien slinkt het electoraat door het steeds verder dalende aantal kleine boeren, onder wie de radicalen een grote aanhang kennen. Uiteindelijk belandt de partij op een schamele 6% van de stemmen. In de veranderende internationale constellatie van de Koude Oorlog blijft de partij ook vasthouden aan haar traditionele neutrale en antimilitaristische politiek. Uiting daarvan is de tegenstand tegen Deens lidmaatschap van de Noord-Atlantische Verdragsorganisatie (NAVO).
Eind de jaren 1950 vinden sociaaldemocraten en sociaalliberalen elkaar opnieuw om een regering te vormen. De zeven jaar aanblijvende regering kan onder een gunstig economisch gesternte werk maken van de uitbouw van de welvaartsstaat. Het zijn echter vooral de sociaaldemocraten die van dit beleid de vruchten kunnen plukken; daarop verlaat Det Radikale Venstre de regering in 1964. Partijleider is intussen Hilmar Baunsgaard geworden. Hij vaart een meer antisocialistische koers en zoekt toenadering eerst tot Venstre en later tot de Konservative.

### De sociaalliberalen als steunpunt voor linkse en rechtse regeringen (1968-heden)
De ommekeer op aansturen van Baunsgaard legt de sociaalliberale partij geen windeieren: bij de verkiezingen van 1968 haalt ze 15%. Baunsgaard wordt premier van een coalitie van sociaalliberalen, liberalen en conservatieven; binnen de sociaalliberale partij is evenwel niet iedereen het eens met de politieke lijn van Baunsgaard. Na drie jaar regering verliest het kabinet-Baunsgaard in 1971 maar net zijn parlementaire meerderheid. Det Radikale Venstre behoudt echter haar historische hoge aandeel van ongeveer 15%. In de daaropvolgende jaren zal de partij echter heel wat aanhang verliezen, tot ze in 1977 een ongekend dieptepunt van 3,5% en zes zetels in het Folketing bereikt. Binnen enkele jaren gaat de partij wel weer enkele percenten vooruit.
Ondertussen snijden de sociaalliberalen de thema’s milieu (als een van de eersten), mensenrechten en asiel en immigratie aan. Vanaf 1979 gaat de partij opnieuw een sociaaldemocratische regering ondersteunen, maar enkele jaren later al kiest de partij voor steun aan de rechtse regering van de conservatief Poul Schlüter. Aanvankelijk kunnen de sociaalliberalen nog wel scoren met het neutralistische en antimilitaristische internationale politiek, maar na 1988 veranderen de zaken. Ook Det Radikale Venstre gaat meer en meer pro-Europese standpunten gaan uitwerken en de liberalen en conservatieven, die ook deelnemen aan de regering-Schlüter, gaan steeds meer de rechtse toer op. Na een slecht verkiezingsresultaat in 1990 verlaten de sociaalliberalen de regering.
Det Radikale Venstre wendt zich nu opnieuw tot de sociaaldemocraten die met hun nieuwe leider Poul Nyrup Rasmussen in 1993 aan de macht komen. Na enkele succesvolle jaren komt het tussen de sociaaldemocratische en sociaalliberale coalitiepartners tot onenigheid over de asielpolitiek. Det Radikale Venstre beleeft in 1998 een zeer slecht resultaat. In de daaropvolgende jaren komen de sociaaldemocraten in de problemen, waardoor vanaf 2001 een centrumrechtse regering onder leiding van Anders Fogh Rasmussen de leiding neemt.
In de periode 2001-2011 neemt Det Radikale Venstre niet deel aan een regeringscoalitie. Electoraal doet de partij het echter niet slecht: ongeveer 5% in 2001 en zelfs 9% in 2005. Na de verkiezingen van 2007 valt de partij weer terug tot 5%. De partij blijft oppositie voeren tegen de rechtse regering en klinkt haar lot vast aan dat van de sociaaldemocraten. Niet iedereen binnen de partij kan zich in die lijn vinden. Parlementslid Naser Khader en Europees parlementslid Anders Samuelsen richten een nieuwe partij, de Ny Alliance (de huidige Liberal Alliance) op. Partijleider (sinds 1990) Marianne Jelved stapt op en wordt vervangen door Margrethe Vestager. Daarop distantieert Det Radikale Venstre zich van de sociaaldemocraten, maar wanneer ook dat op tegenstand stuit, laat de partij dat discours opnieuw varen. Bij de parlementsverkiezingen van 2011 kunnen de sociaalliberalen hun zetelaantal bijna verdubbelen (van 9 naar 17 zetels). Na onderhandelingen gaat Det Radikale Venstre, samen met de Socialdemokraterne en de Socialistisk Folkeparti deel uitmaken van de regering-Thorning-Schmidt.

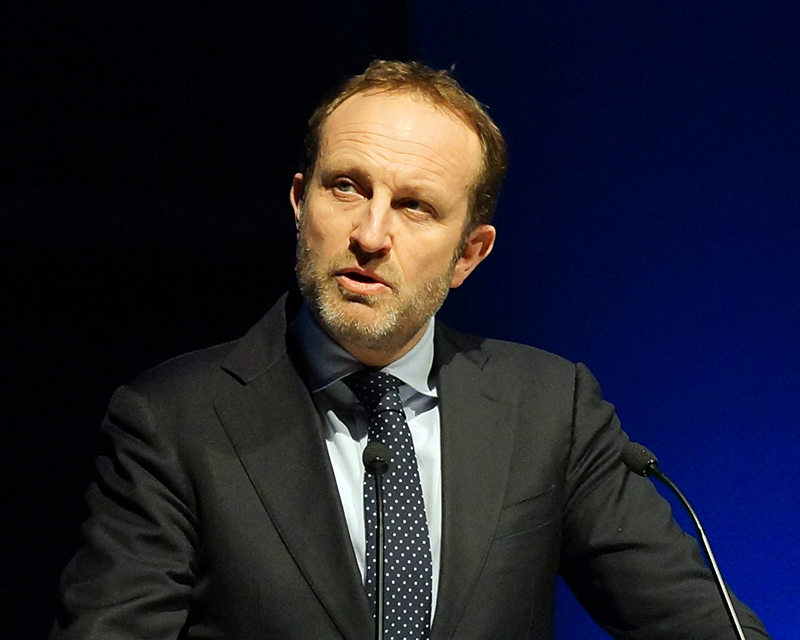
Huidig partijleider Martin Lidegaard.

In september 2014 wordt Margrethe Vestager voorgedragen als Europees Commissaris in de commissie-Juncker. Haar functie als partijleider wordt overgenomen door Morten Østergaard. Onder zijn leiding lijdt Det Radikale Venstre bij de parlementsverkiezingen van 2015 een zware nederlaag: 9 van de 17 zetels gaan verloren. Vier jaar later, bij de verkiezingen van 2019, gaat het heel wat beter en slaagt de partij erin acht zetels terug te winnen. De partij besluit vervolgens gedoogsteun te geven aan de sociaaldemocratische regering van Mette Frederiksen. In oktober 2020 treedt partijleider Østergaard af na beschuldigd te zijn van seksuele intimidatie. Voormalig minister Sofie Carsten Nielsen neemt zijn plaats in.
In oktober 2022 trekt Det Radikale Venstre haar steun aan het kabinet-Frederiksen in nadat is gebleken dat tijdens de coronacrisis ten onrechte 17 miljoen nertsen zijn gedood. Hierdoor komt de regering ten val, resulterend in vervroegde verkiezingen. Deze verlopen voor de partij desastreus: negen zetels moeten worden opgegeven. Partijleider Nielsen treedt hierop af en wordt opgevolgd door Martin Lidegaard.

## Ideologie
Op haar website omschrijft de partij zich als een centrumpartij die heeft samengewerkt met zowel links als rechts, en op die manier, aldus de partijwebsite, een garantie biedt tegen linkse als rechtse excessen. Det Radikale Venstre is ontstaan als een links-liberale afsplitsing van Venstre en wordt ook vandaag nog beschouwd als een radicale, links- of sociaalliberale partij.
Hieronder enkele standpunten van Det Radikale Venstre:
- Verzet zich tegen strenge immigratiepolitiek.
- De partij wijst gecentraliseerd onderwijs af. Liever ziet Det Radikale Venstre meer ruimte voor onderwijsinstellingen om zelf het beleid in te vullen.
- De sociaalliberalen willen een versimpeld belastingstelsel waarbij inkomstenbelastingen worden verlaagd, milieuheffingen worden verhoogd, aftrekposten worden beperkt en eigendom zwaarder wordt belast.
- De partij was tegen de invasie van Irak.
- Det Radikale Venstre is voor een aanpak van het milieuprobleem en hernieuwbare energie.

## Vertegenwoordiging
Een overzicht van het zetelaantal van Det Radikale Venstre in het Folketing in de recente geschiedenis. Een asterisk (*) geeft aan dat de partij gedoogsteun gaf aan de regering.
| Jaar | Stemmen | Zetels | Positie     |
| ---- | ------- | ------ | ----------- |
| 1981 | 5.1%    | 9      | oppositie * |
| 1984 | 5.5%    | 10     | oppositie * |
| 1987 | 6.2%    | 11     | oppositie * |
| 1988 | 5.6%    | 10     | regering    |
| 1990 | 3.5%    | 7      | oppositie * |
| 1994 | 4.6%    | 8      | regering    |
| 1998 | 3.9%    | 7      | regering    |
| 2001 | 5.2%    | 9      | oppositie   |
| 2005 | 9.2%    | 17     | oppositie   |
| 2007 | 5.1%    | 9      | oppositie   |
| 2011 | 9.5%    | 17     | regering    |
| 2015 | 4.6%    | 8      | oppositie   |
| 2019 | 8.6%    | 16     | oppositie * |
| 2022 | 3.8%    | 7      | oppositie   |